# Pursued
Pursued (br.: Sua única saída / pt.: Núpcias trágicas) é um filme estadunidense de faroeste de 1947, dirigido por Raoul Walsh para a Warner Bros.. O roteiro apresenta ainda elementos de noir e melodrama psicológico. As locações foram em Gallup, no Novo México. De acordo com a série de documentários Final 24, no programa sobre Jim Morrison, o cantor e Pamela Courson assistiram a esse filme em 2 de julho de 1971, horas antes dele ter sido encontrado morto.

## Elenco
- Teresa Wright...Thorley "Thor"
- Robert Mitchum...Jeb Rand
- Judith Anderson...Madame Callum
- Dean Jagger...Grant
- Alan Hale Sr....Jake Dingle
- John Rodney...Adam
- Harry Carey, Jr. ...Prentice
- Bobby "Bonedust" Young...Sargento
- Ernest Severn...Jeb aos 11 anos
- Charles Bates...Adam, aos 11 anos
- Peggy Miller...Thor, aos 10 anos
- Norman Jolley...Um dos Callum
- Lane Chandler...Um dos Callum
- Elmer Ellingwood...Um dos Callum
- Jack Montgomery...um dos Callum

## Sinopse
A história se passa no Novo México na virada do século XIX para XX. Jeb Rand espera por Thorley "Thor" numa ruína remota e começa a relembrar os eventos, mostrados em flashback, que o levaram a essa situação. Naquele lugar, Jeb ainda muito pequeno fora encontrado e adotado pela viúva Callum. Jeb não se lembra do que aconteceu, apenas tem constantes pesadelos com tiros e botas. A viúva lhe esconde os acontecimentos violentos que o tornaram um órfão e um alvo para o vingativo Grant, que o persegue e planeja contra sua vida, por conta de uma rixa familiar. Ao crescerem, Jeb e sua irmã de criação Thor se apaixonaram mas o casamento não ocorreu porque ele se alistou na guerra contra a Espanha. Ao voltar, sofreu com a hostilidade de Adam, irmão de Thor, que não aceitou que o órfão adotado tivesse os mesmos direitos ao rancho, dados pela viúva. Os dois brigaram e Jeb se afastou, quando então ocorreu uma tragédia. Ele se tornou crupiê e jogador profissional e sofreu com o rancor vingativo de Thor e da mãe adotiva por conta de sua briga com Adam.